# 高瀬村 (山形県飽海郡)
高瀬村（たかせむら）は、かつて山形県飽海郡にあった村。

## 沿革
- 1889年（明治22年）4月1日 - 町村制施行に伴い飽海郡北目村、当山村、富岡村、菅里村（一部）、直世村（一部）が合併し、高瀬村が発足。
- 1951年（昭和26年）10月1日 - 飽海郡稲川村の一部を編入。一部を分離し飽海郡吹浦村に編入。
- 1954年（昭和29年）8月1日 - 飽海郡遊佐町、稲川村、西遊佐村、蕨岡村、吹浦村と合併し、遊佐町を新設して消滅。

## ゆかりのある人物
- 石原莞爾 - 陸軍中将